# Scott Wright
Scott Wright (Balmedie, 8 agosto 1997) è un calciatore scozzese, centrocampista del Birmingham City.

## Carriera

### Club
Ha giocato nella prima divisione scozzese e nella seconda divisione inglese.

### Nazionale
Ha giocato nelle nazionali giovanili scozzesi Under-17, Under-19, Under-20 ed Under-21.

## Statistiche

### Presenze e reti nei club
Statistiche aggiornate al 10 agosto 2024.
| Stagione        | Squadra         | Campionato      | Campionato | Campionato | Coppe nazionali | Coppe nazionali | Coppe nazionali | Coppe continentali | Coppe continentali | Coppe continentali | Altre coppe | Altre coppe | Altre coppe | Totale | Totale |
| Stagione        | Squadra         | Comp            | Pres       | Reti       | Comp            | Pres            | Reti            | Comp               | Pres               | Reti               | Comp        | Pres        | Reti        | Pres   | Reti   |
| --------------- | --------------- | --------------- | ---------- | ---------- | --------------- | --------------- | --------------- | ------------------ | ------------------ | ------------------ | ----------- | ----------- | ----------- | ------ | ------ |
| 2014-2015       | Aberdeen        | SP              | 1          | 0          | SC+CdL          | 0               | 0               | UEL                | 2                  | 0                  | -           | -           | -           | 3      | 0      |
| 2015-2016       | Aberdeen        | SP              | 4          | 0          | SC+CdL          | 0               | 0               | UEL                | 0                  | 0                  | -           | -           | -           | 4      | 0      |
| 2016-2017       | Aberdeen        | SP              | 4          | 3          | SC+CdL          | 2+0             | 0               | UEL                | 1                  | 0                  | -           | -           | -           | 7      | 3      |
| 2017-2018       | Aberdeen        | SP              | 16         | 1          | SC+CdL          | 0+1             | 0               | UEL                | 2                  | 0                  | -           | -           | -           | 19     | 1      |
| 2018-gen. 2019  | Aberdeen        | SP              | 13         | 0          | SC+CdL          | 1+2             | 0               | UEL                | 2                  | 0                  | -           | -           | -           | 18     | 0      |
| gen.-giu. 2019  | Dundee          | SP              | 13         | 3          | -               | -               | -               | -                  | -                  | -                  | -           | -           | -           | 13     | 3      |
| 2019-2020       | Aberdeen        | SP              | 3          | 0          | SC+CdL          | 1+0             | 0               | UEL                | 4                  | 1                  | -           | -           | -           | 8      | 1      |
| 2020-feb. 2021  | Aberdeen        | SP              | 17         | 2          | SC+CdL          | 0               | 0               | UEL                | 3                  | 0                  | -           | -           | -           | 20     | 2      |
| Totale Aberdeen | Totale Aberdeen | Totale Aberdeen | 58         | 6          |                 | 7               | 0               |                    | 14                 | 1                  |             |             |             | 79     | 7      |
| feb.-giu. 2021  | Rangers         | SP              | 9          | 1          | SC+CdL          | 2+0             | 0               | UEL                | 2                  | 0                  | -           | -           | -           | 13     | 1      |
| 2021-2022       | Rangers         | SP              | 19         | 4          | SC+CdL          | 3+3             | 1+1             | UCL+UEL            | 2+10               | 0+1                | -           | -           | -           | 37     | 7      |
| 2022-2023       | Rangers         | SP              | 23         | 0          | SC+CdL          | 1+3             | 0               | UCL                | 7                  | 0                  | -           | -           | -           | 34     | 0      |
| 2023-2024       | Rangers         | SP              | 23         | 2          | SC+CdL          | 3+3             | 1+1             | UCL+UEL            | 1+3                | 0                  | -           | -           | -           | 33     | 4      |
| ago. 2024       | Rangers         | SP              | 2          | 0          | CS+CdL          | 0               | 0               | UCL                | 1                  | 0                  | -           | -           | -           | 3      | 0      |
| Totale Rangers  | Totale Rangers  | Totale Rangers  | 76         | 7          |                 | 18              | 4               |                    | 26                 | 1                  |             | -           | -           | 120    | 12     |
| 2024-2025       | Birmingham City | FLC             | 13         | 1          | FACup+CdL       | 2+0             | 0               | -                  | -                  | -                  | FLT         | 5           | 2           | 20     | 3      |
| Totale carriera | Totale carriera | Totale carriera | 160        | 17         |                 | 27              | 4               |                    | 40                 | 2                  |             | 5           | 2           | 232    | 25     |

### Cronologia presenze e reti in nazionale
| Cronologia completa delle presenze e delle reti in nazionale ― Scozia under 21 | Cronologia completa delle presenze e delle reti in nazionale ― Scozia under 21 | Cronologia completa delle presenze e delle reti in nazionale ― Scozia under 21 | Cronologia completa delle presenze e delle reti in nazionale ― Scozia under 21 | Cronologia completa delle presenze e delle reti in nazionale ― Scozia under 21 | Cronologia completa delle presenze e delle reti in nazionale ― Scozia under 21 | Cronologia completa delle presenze e delle reti in nazionale ― Scozia under 21 | Cronologia completa delle presenze e delle reti in nazionale ― Scozia under 21 |
| Data                                                                           | Città                                                                          | In casa                                                                        | Risultato                                                                      | Ospiti                                                                         | Competizione                                                                   | Reti                                                                           | Note                                                                           |
| ------------------------------------------------------------------------------ | ------------------------------------------------------------------------------ | ------------------------------------------------------------------------------ | ------------------------------------------------------------------------------ | ------------------------------------------------------------------------------ | ------------------------------------------------------------------------------ | ------------------------------------------------------------------------------ | ------------------------------------------------------------------------------ |
| 5-9-2017                                                                       | Paisley                                                                        | Scozia under 21                                                                | 2 – 0                                                                          | Paesi Bassi under 21                                                           | Qual. Europeo Under-21 2019                                                    | -                                                                              | 80’                                                                            |
| 10-11-2017                                                                     | Perth                                                                          | Scozia under 21                                                                | 1 – 1                                                                          | Lettonia under 21                                                              | Qual. Europeo Under-21 2019                                                    | -                                                                              | 89’                                                                            |
| 14-11-2017                                                                     | Perth                                                                          | Scozia under 21                                                                | 0 – 2                                                                          | Ucraina under 21                                                               | Qual. Europeo Under-21 2019                                                    | -                                                                              | 74’                                                                            |
| 23-3-2018                                                                      | Andorra la Vella                                                               | Andorra under 21                                                               | 1 – 1                                                                          | Scozia under 21                                                                | Qual. Europeo Under-21 2019                                                    | -                                                                              | 61’                                                                            |
| 27-5-2018                                                                      | Aubagne                                                                        | Togo under 21                                                                  | 1 – 1                                                                          | Scozia under 21                                                                | Amichevole                                                                     | -                                                                              | 56’                                                                            |
| Totale                                                                         |                                                                                | Presenze                                                                       | 5                                                                              |                                                                                | Reti                                                                           | 0                                                                              |                                                                                |

## Palmarès

### Club

#### Competizioni nazionali
- Campionato scozzese: 1

Rangers: 2020-2021
- Coppa di Scozia: 1

Rangers: 2021-2022
- Coppa di Lega scozzese: 1

Rangers: 2023-2024
- Football League One: 1

Birmingham City: 2024-2025